# 志村文一郎
志村 文一郎（しむら ぶんいちろう、1927年10月20日 - 2003年11月14日）は、日本の経営者。電気化学工業社長を務めた。東京都出身。

## 経歴
1950年に東京商科大学を卒業し、同年に電気化学工業に入社。1972年6月に取締役に就任し、1980年6月に常務、1986年6月に専務を経て、1988年6月には社長に就任。1994年6月に会長に就任。1960年のローマ・オリンピックでは、水泳選手団のマネージャーを務め、日本水泳連盟監事なども歴任。
2003年11月14日に呼吸不全のために死去。76歳没。